# Barylypa andalusiaca
Barylypa andalusiaca là một loài tò vò trong họ Ichneumonidae.